# Dvärgkrypmossa
Dvärgkrypmossa (Platydictya jungermannioides) är en bladmossart som beskrevs av H. Crum 1964. Enligt Catalogue of Life ingår Dvärgkrypmossa i släktet Platydictya och familjen Amblystegiaceae, men enligt Dyntaxa är tillhörigheten istället släktet Platydictya och familjen Plagiotheciaceae. Arten är reproducerande i Sverige. Inga underarter finns listade i Catalogue of Life.